# Col des Prés
Le col des Prés est un col situé dans les Préalpes au sud du massif des Bauges dans le département français de la Savoie en région Auvergne-Rhône-Alpes, à 1 135 m d'altitude.

## Situation
Le col des Prés est un col situé dans la partie méridionale du massif des Bauges en Savoie. La route départementale 206 qui le franchit relie les communes de Thoiry et d'Aillon-le-Jeune, dont les chefs-lieux sont situés à moins de 10 kilomètres (7 km pour Thoiry et 4 km pour Aillon-le-Jeune) et desquelles il marque par ailleurs les limites administratives. D'une altitude moyenne, il s'élève à 1 135 m alors que la route culmine à 1 142 m d'altitude.
Le col s'étend selon un axe nord-sud sur une distance d'environ 1 km, dans un vallon délimité par la partie méridionale du chaînon du mont Margériaz à l'ouest et par le mont de la Buffaz à l'est. Vers le nord, le col redescend dans la vallée des Aillons tandis que vers le sud, la route prend une direction est-ouest à la faille du Céty et contourne le Margériaz en longeant le torrent de la Reysse.

## Cyclisme
Le col des Prés a été franchi pour la première fois par les coureurs du Tour de France lors de la 17e étape de l'édition 1998, le 29 juillet. Il était classé en 3e catégorie mais a été neutralisé, comme toute l'étape. Il est de nouveau grimpé lors de la 20e étape du Tour de France 2013, avec un passage en tête de Pierre Rolland avant qu'il soit déclassé en faveur d'Igor Antón.

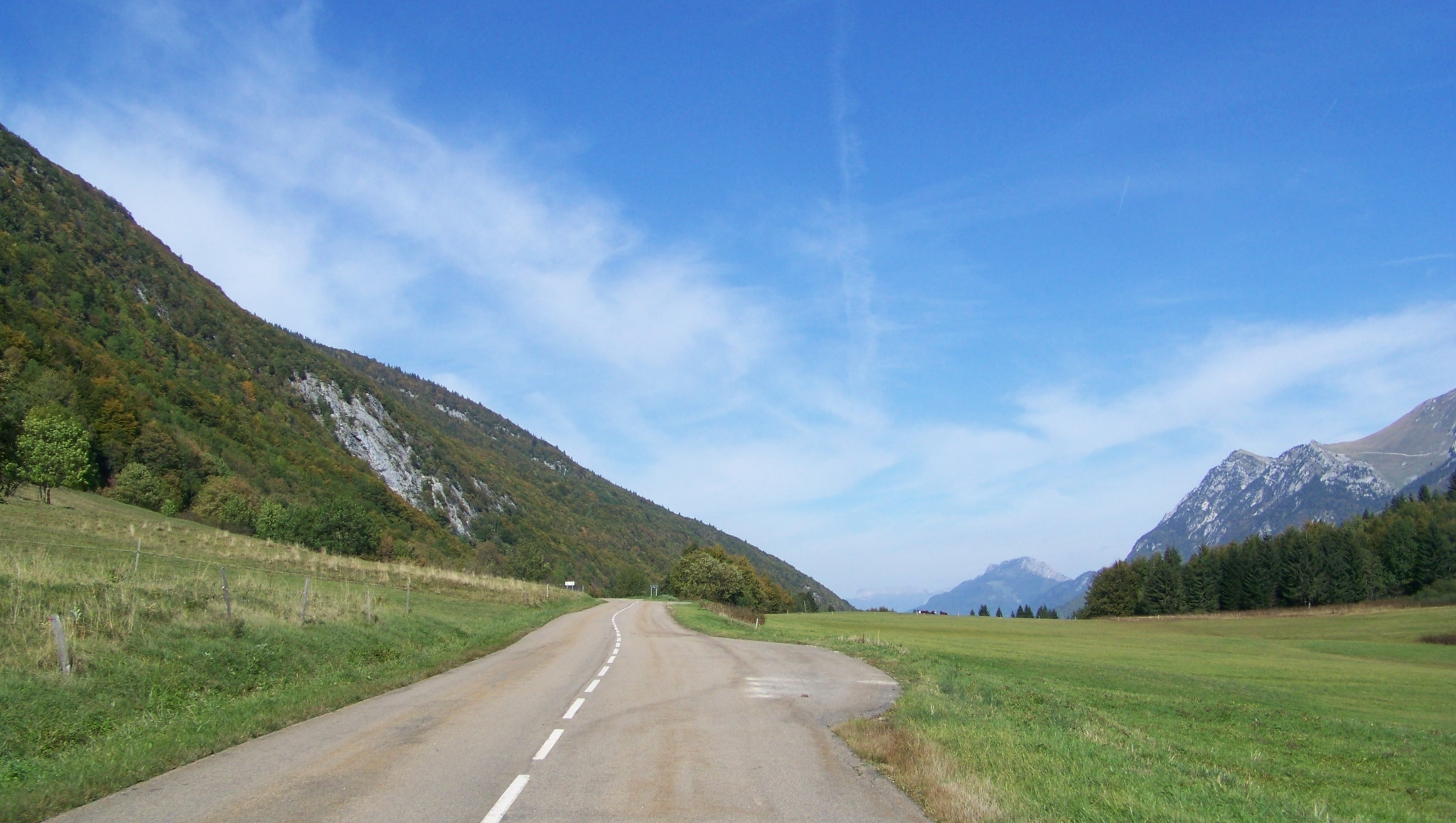
Route du col en direction d'Aillon-le-Jeune.